# Lackskiva
En lackskiva är en typ av grammofonskiva av enklare slag med stomme av papp eller liknande material vars yta belagts med cellulosalack i vilken ett spår sedan kunde graveras.
Lackskivorna förekom främst under den tid då 78-varvare var vanliga, och användes bland annat för privata inspelningar. Skivorna hade en benägenhet att bukta sig och vid avspelning var det vanligt, att man på centrumaxeln ovanpå skivan trädde gummipackningen från en dåtida vichyvattenflaska. 